# A Contra Vent Editors
A Contra Vent Editors es una editorial española fundada en junio de 2008 por Quim Torra. Su especialidad es el periodismo literario en catalán, recuperando así los clásicos de las hemerotecas, y del humor, aunque también de obras de periodistas contemporáneos. Está considerada una de las editoriales independientes más pequeñas en el ámbito de esa lengua.
Cuenta con varias colecciones, según la temática de sus publicaciones: Abans d'ara, Temps present, Vela de ganivet, Latitud Nord, Cadaqués. En el fondo de la editorial hay publicadas, entre otras, obras originales o recuperadas de hemeroteca de Pau Casals, Josep Trueta i Raspall, Carles Sindreu, Enric Vila, Salvador Sostres, Abel Cutillas, Hèctor López Bofill, Ferran Sáez Mateu y Joan Safont. En 2013 publicó una recopilación con artículos de Joaquim Amat-Piniella, publicados entre 1930 y 1937 en el diario manresino El Dia. En el mismo año se puso en marcha una campaña de financiación colectiva con Xarxa de Mots para reeditar Els darrers dies de la Catalunya republicana, de Antoni Rovira i Virgili.